# Lasioglossum anellum
Lasioglossum anellum là một loài Hymenoptera trong họ Halictidae. Loài này được Vachal mô tả khoa học năm 1905.